# Alfa Romeo 155
El Alfa Romeo 155 es un automóvil del segmento D producido por el fabricante italiano Alfa Romeo entre los años 1992 y 1998. Existe únicamente con carrocería sedán de cuatro puertas.
Desarrollado para sustituir el Alfa Romeo 75, fue diseñado por el I.DE.A Institute sobre la misma plataforma del Fiat Tipo/Tempra. Al contrario que el 75, el 155 tenía tracción delantera, aunque se ofrecía una variante Q4 con tracción a las cuatro ruedas.
Los gasolina eran un 1.6 litros de 120 CV, un 1.7 litros de 115 CV, un 1.8 litros de 130 o 140 CV, un 2.0 litros de 143, 150 o 190 CV, y un 2.5 litros de 166 CV. Los diésel son un 2.0 litros de 90 CV, y un 2.5 litros de 125 CV, ambos con turbocompresor. Todos son de cuatro cilindros en línea, salvo el 2.5 litros, que es un V6, y todos los gasolina tienen doble bujía ("Twin Spark").
El 2.0 litros de 190 CV es derivado del motor del Lancia Delta Integrale; incorpora turbocompresor y acelera de 0 a 100 kmh en 7,0 segundos. Está asociado al sistema de tracción a las cuatro ruedas Q4 y cuenta con un nivel de equipamiento específico.
El 155 venció en el Campeonato Español de Turismos en los años 1994, 1995 y 1997, el italiano en 1992, el alemán en 1993 y el británico en 1994.
El Alfa Romeo 155 tuvo dos fases de producción en sus motorizaciones.
Durante la primera fase de producción se ofrecían las siguientes motorizaciones.
1.7 Twin Spark 4 cilindros 
El motor de la línea de entrada, con relativamente modestos 110cv de potencia, y 146 Nm de par, contaba con sistema de ignición Twin Spark de doble bujía (un sistema desarrollado por Alfa Romeo para la competición), en el cual dos bujías encienden en secuencia y de esta manera se aprovecha mejor la mezcla de combustible/aire que ingresa al motor, con notorios resultados. Su culata estaba equipada con 2 árboles de levas en cabeza comandados por cadena y 8 válvulas, 2 por cilindro e inyección electrónica.
1.8 Twin Spark 4 cilindros
Un motor casi idéntico al 1.7, pero con mayor cilindrada, entregaba 130cv y 165Nm de torque a 5000rpm.
2.0 Twin Spark 4 Cilindros
Este motor presentaba la misma constitución de los 2 anteriores con mayor cilindrada y potencia. Generaba 143 CV, una potencia más que generosa en el momento en que se producía, para ser un motor aspirado de cuatro cilindros.
2.5 V6
El 2.5 V6, que siempre mantuvo su cilindrada de 2492 CC, desarrollaba en un principio 166cv y 216Nm de par motor. Era el mismo motor que ya se había utilizado en otros modelos de Alfa Romeo, como en el GTV V6 2.5, equipado con inyección electrónica Bosch Motronic. Las culatas eran comandadas por un sistema de árbol de leva peculiar, el mismo camon de leva actuaba directamente sobre la admisión y a su vez sobre un balancin para la válvula de escape. El motor era de 12 válvulas, 2 por cilindro, con árboles de levas simples por cabeza de cilindro.
2.0 Turbo (Q4)
El motor 2.0 turbo, equipaba el modelo tope de la gama del Alfa Romeo 155: el Q4. Este motor fue desarrollado por Lancia con base en el Fiat biárbol diseñado por Aurelio Lampredi, y utilizado con éxito en el Lancia Delta Integrale HF. Desarrollaba 193 CV DIN, estaba equipado con un turbocompresor Garret T3, inyección Bosch Motronic con encendido de bujía por bobina de encendido individual. La culata albergaba 16 válvulas, comandadas por 2 árboles de levas comandados por correa dentada, y a su vez el bloque motor contaba con 2 árboles contrarrotantes para anular la vibración que los primeros generaban. Esta motorización solo venía equipada con tracción integral, a diferencia de las otras versiones. Este sistema contaba con un diferencial central inteligente que distribuía el par motor entre tren delantero y trasero según la situación de manejo y necesidades de tracción.
2.0TD
Este motor turbodiesel de origen Fiat generaba 90 CV, un número más que respetable en su momento y lograba impulsar al Alfa Romeo 155 hasta los 180 kilómetros por hora. Antecesor de los motores JTD, este motor demostró ser uno de los más duros y fiables de los años 90.
2.5TD
El motor 2.5 turbo diésel era un motor de orígenes naval, y fue desarrollado por la empresa italiana VM. Fue uno de los primeros motores diésel capaces de impulsar un automóvil por encima de la marca de los 200 kilómetros por hora. Sin embargo, su motor de culatines se ganó la fama de ser muy poco fiable, debido a que el motor no estaba concebido para el trato al que se iba a ver sometido. Generaba 125 CV y casi 300Nm de par a tan solo 2000rpm.
Segunda fase de motorizaciones
Transcurridos los años, Alfa Romeo adoptó los bloques de la familia modular de motores del grupo Fiat conocida como SuperFire, en pareja de una nueva culata específica para Alfa Romeo, y desde entonces el Alfa Romeo 155 fue equipado con los motores Twin Spark 16V.
Estos venían en tres distintas cilindradas.
1.6 Twin Spark 16v
En reemplazo del 1.7TS 8 válvulas, su sucesor desarrollaba 120cv de potencia, diez más que su predecesor, con 100cm3 de cilindrada menos.
1.8 Twin Spark 16V
El 1.8 Twin Spark 16V desarrollaba 140cv, 10 más que su predecesor, y casi la misma potencia que el 2.0 Twin Spark de 8 válvulas.
2.0 Twin Spark 16V
El motor 2.0 Twin Spark 16V desarrollaba 152 CV, y lograba impulsar al 155 hasta los 210 kilómetros por hora.
2.5 V6
El motor 2.5 V6 recibió una revisión en su sistema de inyección electrónica, logrando así desarrollar 168 CV.